# آيت العريف (الاسن)
آيت العريف هو دُوَّار يقع بجماعة بوعبوط، إقليم شيشاوة، جهة مراكش آسفي في المملكة المغربية. ينتمي الدوّار لمشيخة الاسن التي تضم 15 دوار. يقدر عدد سكانه بـ 243 نسمة حسب الإحصاء الرسمي للسكان والسكنى لسنة 2004.

## وصلات خارجية
- البوابة الوطنية للجماعات الترابية
- المندوبية السامية للتخطيط